# 北部ナイジェリア保護領

北部ナイジェリア保護領
Northern Nigeria Protectorate (英語)

北部ナイジェリア保護領の地図（赤）

北部ナイジェリア保護領（ほくぶナイジェリアほごりょう、英語: Northern Nigeria Protectorate）は、現在のナイジェリア北部にあたる地域にかつて存在したイギリスの保護領である。1900年にイギリス政府によって成立が宣言され、1914年に南部ナイジェリア保護領と合併してイギリス保護領ナイジェリアとなった。
1900年1月1日に北部ナイジェリア保護領の成立が宣言され、フレデリック・ルガード卿が初代高等弁務官に任命された。ルガードはナイジェリア北部に存在していたソコト帝国を占領し、ソコト帝国で行われていた伝統的な支配体制を用いて植民地支配を行う間接統治を導入した。しかし、北部と南部の保護領の間には財政基盤や統治機構の違いから軋轢が生まれた。
1914年1月1日に北部ナイジェリア保護領は南部ナイジェリア保護領と合併し、北部州としてナイジェリア保護領の一部となった。

## 歴史

### 背景
北部ナイジェリアには19世紀に成立したソコト帝国が存在していた。ソコト帝国はスルターンを頂点として各地にエミールを置くスルターン＝エミール体制を確立させており、1880年までにはソコト帝国は北部ナイジェリアのほぼ全域と、ミドルベルトと呼ばれるニジェール川・ベヌエ川低地を支配していた。
イギリスによる北部ナイジェリアへの進出は、ニジェール川の流路や西アフリカ内陸の都市との通商を求めて派遣された探検家たちであった。19世紀初頭、ムンゴ・パークやヒュー・クラッパートンらが北部ナイジェリアを探検した。帰国した彼らは西アフリカ内陸部に秩序だった社会が存在することを報告し、これによってイギリスでは西アフリカ内陸部に関心が向けられた。

### 商社の進出
探検によってニジェール川の様子が明らかになると、商社の進出が加速した。商社の経営を指導するためにナイジェリアを訪れていたジョージ・トーブマン・ゴールディはフランスの商社に対抗するため1879年に4つの商社を合併してユナイテッド・アフリカ会社を設立した。さらに1882年にはユナイテッド・アフリカ会社を増資してナショナル・アフリカ会社に改組した。1883年にはイギリス政府はナショナル・アフリカ会社の人物を副領事に任命し、これによってナショナル・アフリカ会社が結んだ協定はイギリス国王が承認した協定であることとなった。1884年から1885年にかけて、アフリカ分割会議とも呼ばれるベルリン会議が開催された。会議に参加したヨーロッパの国々は権益確保のために暫定的な境界線を設定した。イギリスは70人以上の現地の首長と協定を締結していたナショナル・アフリカ会社の実績を強調し、ニジェール川でのイギリスの優越性を参加国に認めさせた。これによってイギリスは現在のナイジェリアにあたる地域の権益を主張が可能になった。
1886年にはイギリス政府はナショナル・アフリカ会社に特許状を与え、ニジェール川河岸部の領域の支配を任せた。これによって私企業でありながら統治権や徴税権、裁判権を持つ特許会社である王立ニジェール会社が誕生した。しかし、王立ニジェール会社は北部ナイジェリアのほとんどを実効支配することが出来なかった。また、王立ニジェール会社による交易の独占や税の徴収の妥当性に関してイギリス国内からも批判が起こっていた。1897年にはフランスがボルグに駐屯地を置いた。イギリス政府は王立ニジェール会社では対応しきれないと判断し、西アフリカ国境軍という軍隊を新設するとともに、1899年12月31日をもって王立ニジェール会社の特許状を廃止し、政府による直接的な支配を行うこととした。

### 北部ナイジェリア保護領の成立

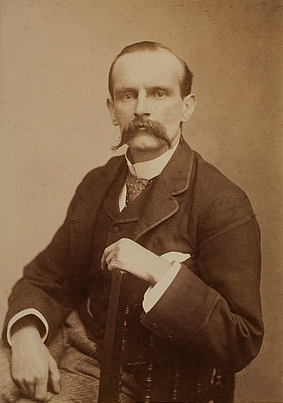
フレデリック・ルガード

1900年1月1日、イギリス政府は北部ナイジェリアの保護領化を宣言し、フレデリック・ルガードを初代高等弁務官とする北部ナイジェリア保護領が誕生した。新体制への移行式典は王立ニジェール会社の行政本部が置かれていたアサバと軍事本部が置かれていたロコジャで行われ、王立ニジェール会社旗が降ろされてユニオンジャックが掲揚された。
ルガードは北部ナイジェリアの実効支配を進めるため、1902年までに365人の兵士を派遣してヨラを占領し、ドイツが実効支配する地域と接するボルヌ帝国に500人の兵士を送った。1902年、ソコト帝国のケフィに駐在していたイギリス人事務官が殺害された。イギリスは報復のため、1903年1月29日に700人あまりの兵士をカノに派遣して占領した。このときカノのエミールはソコト帝国の首都であるソコトにいたためイギリス軍はソコトに進軍し、同年3月21日にソコトを占領した。1906年にすべての地域の征服が完了した。

### 間接統治の始まり
ルガードは、広大な北部ナイジェリアを限られた人員と予算で統治するため、ソコト帝国の既存の支配体制を利用して植民地支配を行う間接統治を行うことを決めた。まずルガードはスルターンとエミールの新任を行った、ルガードは新たなスルターンにソコト帝国の建国者であるウスマン・ダン・フォディオの孫を任命した。また、イギリス政府に対して陰謀を企てたとしてカノのエミールを追放し、新たなエミールを任命した。任命の際、スルターンに対してはガウンとターバンを、カノのエミールには傘や剣、短刀を与えることでイギリスの臣下であることを認識させた。また、エミールたちにはイギリス国王への忠誠の誓いを要求した。
イギリスは現地の支配者の階級分けを行い、それに従って現地の支配者を原住民裁判所といった裁判所のメンバーに選出した。また、徴税機構の再編を行い、ソコト帝国で行われていた伝統的な徴税制度を調査したうえで1903年度の始まりである1903年10月に新しい税制を導入した。1906年には税制改革を行うとともに、司法制度の改革も行われた。

### 高等弁務官の交代
1907年にルガードは香港総督に任命されたことでナイジェリアを離れた。2代目の高等弁務官にはパーシー・ジロード卿が任命された。1908年4月に高等弁務官から総督に名称が変わった。ジロード卿は1909年4月にケニアの総督に任命されたことでナイジェリアを離れた。ジロード卿の後任にはヘンリー・ヘスケス・ベルが総督となった。
北部ナイジェリア保護領は南部保護領を介さずに貿易を行えるようにするため、ニジェール川沿いの都市であるバロに港を建設し、1911年には首都であるカドゥナまで鉄道を建設した。しかしニジェール川の水量は外洋船が航行するには不足していたため期待されていた関税収入は得られず、また、1912年には南部ナイジェリア保護領のラゴスから鉄道が延伸された。北部保護領政府はバロの近くを通るよう希望したが、南部保護領政府はそれを無視して線路を敷設し、バロとカドゥナを結ぶ線路は価値を失った。

### 南部との合併

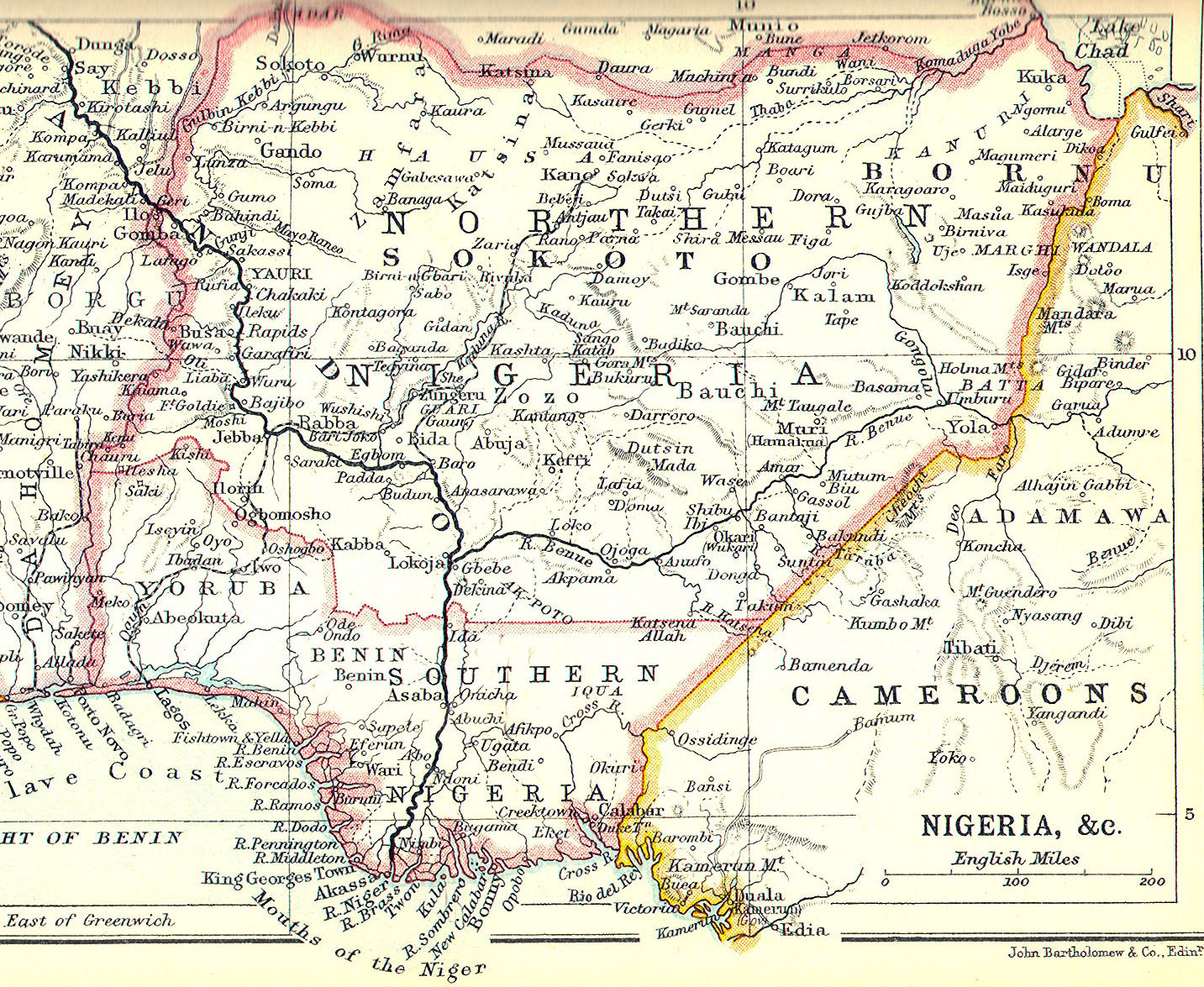
1914年頃の南北ナイジェリアの地図

北部ナイジェリア保護領は財政基盤が脆弱であり、南北保護領の歳入の隔たりは大きかった。南北の財政基盤の隔たりは保護領政府の間で軋轢を生んだ。また、統治機構の違いも対立を生んだ。
ルガードは高等弁務官在任時の1905年に南部ナイジェリア保護領の高等弁務官には相談することなく、イギリス本国の国務大臣に南北保護領の合併を提案していた。彼は合併の利点として財政の一本化による内陸部の開発や資源開発のための適切な政策立案、原住民政策や裁判制度などで統一した政策実施が可能になることを挙げた。しかし、ルガードが香港の総督に任命されてナイジェリアを離れたことでこの合併案の議論は止まっていた。
1911年、植民地省からルガードに対して南北保護領の合併について調査を行う意思を問う私信が届いた。これを受けたルガードは1912年に香港の総督を辞職し、南北保護領両方の総督に任命されてナイジェリアへ戻った。ルガードは1913年5月に植民地省に対して報告書を提出した。この報告書の中でルガードは南北保護領に代理総督を置き、その上に総督を置くことを提案した。また、合併後の首都を北部ナイジェリア保護領の首都であるカドゥナに置くことを提案した。ルガードの報告書に対しては南部ナイジェリア保護領の住民からは「南部の北部化」であるという批判が起きたが、植民地省はルガードの報告に沿う形での合併を決めた。ただし、首都をカドゥナに置くという提案は行政官からの賛成意見が多かったものの却下され、首都はインフラが整っていた南部ナイジェリア保護領の首都であるラゴスとなった。
1914年1月1日、南北保護領は合併され、現在のナイジェリア連邦共和国の基礎となる「ナイジェリア植民地および保護領」が成立した。合併後、北部ナイジェリア保護領だった地域は改組され、北部州または北部プロヴィンス (英語: Northern Provinces) となった。1946年に憲法改正によってナイジェリアが北部・西部・東部の地域に分けられると、北部地域 (英語: Northern Region) と呼ばれるようになった。

## 政府

### 官職
1900年に北部ナイジェリア保護領が成立した際、最高位の官職は高等弁務官だった。その後、高等弁務官は総督 (英語: Governor) に改名された。北部ナイジェリア保護領には立法機関が存在しなかったため、高等弁務官や総督が発出する布告 (英語: proclamation) が法令とされた。
エミールなど伝統的な首長を監督する役職として「駐在官」が存在した。ルガードは駐在官の心得として、首長の地位を貶めたり、首長が意欲を失うような干渉をするべきではなく、あくまでアドバイザーやカウンセラーとして活動するよう求めていた。ただし、実際には総督や駐在官はしばしば干渉を行っていた。

### 統治機構
初代高等弁務官であるルガードは限られた人員と予算で保護領を統治するため、既存のソコト帝国の体制を利用する間接統治を統治方式として採用した。イギリス側は間接統治にあたって伝統的な首長の権威を認めたが、武器や軍隊の所有は認められておらず、徴税権や立法権はイギリス側にあった。
イギリスは原住民統治機構 (英語: Native Authority) と呼ばれる行政単位を新設し、スルターンやアミールといった既存の指導者らや、それらを中心とする合議体を原住民機構として認定した。ただし、原住民統治機構は少数民族や非ムスリムが居住する地域においては、その地域的な特性を反映して「チーフおよび評議会」 (英語: Chief and Council) や「単一原住民統治機構としての村長たち」 (英語: Village Heads as Sole Native Authority) といった形態がとられた。

### 司法
1900年にルガードによって「1900年保護領裁判所布告」が発布され、最高裁判所や、各プロヴィンス単位のプロヴィンス裁判所、また、白人の宿営地などに裁判所が設置された。同年には「1900年原住民裁判所布告」が発布され、北部ナイジェリアの伝統的な司法の仕組みを取り込んだ原住民裁判所を設置した。ただし、手足切断や、石打ちによる死刑など人道に反するとされた刑罰は禁じられた。原住民裁判所のメンバーは原則としてエミールなどの伝統的な指導者によって任命され、そうした伝統的な指導者がいない地域では駐在官によって任命され、1904年までに80の原住民裁判所が設置された。
1906年には「1906年原住民裁判所布告」が発布され、原住民裁判所は、イスラームの裁判官であるアルカーリーが単独で審理、あるいはウラマーを判事や補佐人としてアルカーリーが裁判長を務めるアルカーリー裁判所と、エミールなどが他の判事や補佐人と共同で審理を行う司法評議会の2つに分類された。これによって原住民裁判所の人事権はレジデントに移った。この布告では司法評議会がシャリーアに基づいて死刑判決を言い渡す権限が与えられた。ただし、死刑方法には制限があり、死刑執行には総督の承認が必要とされた。
農村部のアルカーリー裁判所の判決に不服があった場合には判決の30日以内であればレジデントによって控訴審と指定された都市部のアルカーリー裁判所や司法評議会への上訴が認められた。

### 財政
北部ナイジェリア保護領の財政基盤は、農民や牧畜民から徴収した税収と、南部からの資金移転、イギリス本国からの資金援助で成り立っていた。イギリス本国からの資金援助は1900年から1912年までの平均で毎年約529,000ポンドだった。北部ナイジェリア保護領では行政に必要な支出に加え、西アフリカ国境軍の維持に歳出の大半が割かれた。そのため開発に回せる資金は限られていた。

#### 税制
税は郡の長が自らの配下に置いている村長を用いて住民から徴収された。徴収された税は原住民金庫 (英語: Native Treasury) に納められ、その一部は保護領政府に支払われた。その残りはエミールや、エミールが統轄する役人の給料となり、さらに余りがあれば学校や道路などの建築に用いられた。
カノの征服後に行った1903年の税制改革ではキャラバン隊に対する通行税が新設された。しかしキャラバン隊が徴税地点を回避したため税収は増えず、通行税は1907年には廃止された。1906年に行われた税制改革では地租や十分の一税、染色職人に対する税などを一般税に統合するなど税の簡素化が行われた。

## 社会

### 宗教
1903年にルガードがソコトを征服した際、彼はイギリスの統治機構はイスラームに干渉せず、キリスト教への改宗を強制しないと宣言した。キリスト教の宣教師はムスリムの居住地での布教を制限されたが、エミールがキリスト教の宣教師を招聘することは許可されており、西洋式の教育を求めた多くのエミールが宣教師を招聘した。
南部ナイジェリア保護領と比べると、北部でのキリスト教の宣教活動は非常に小さかった。1914年時点では北部ナイジェリア保護領にはキリスト教の教会は45個あり、ミッションスクールにはおよそ650人の生徒が通っていたという。